# Strigoplus netravati
Strigoplus netravati är en spindelart som beskrevs av Benoy Krishna Tikader 1963. Strigoplus netravati ingår i släktet Strigoplus och familjen krabbspindlar. Inga underarter finns listade i Catalogue of Life.